# احتجاجات وإضرابات نقابة الكنفدرالية العامة للشغل 2021
احتجاجات وإضرابات نقابة الكنفدرالية العامة للشغل هي احتجاجات وإضرابات من قبل المواطنين غير الراضين عن الوضع الاقتصادي الوبائي في البلاد فيما يتعلق بوباء كوفيد 19 في فرنسا. الاحتجاجات موجهة ضد الاستغناء عن الوظائف. في الأشهر الأخيرة اهتزت البلاد بسبب الاحتجاجات المناهضة للأمن بشأن حماية المسؤولين.

## خلفية
في نهاية ديسمبر 2020 اجتمعت النقابات العمالية الفرنسية بقيادة الكنفدرالية العامة للشغل للإعلان عن احتجاجات تميزت بجائحة وعواقبها الصحية والاقتصادية والاجتماعية. اتهموا الحكومة بقرارات كارثية لعالم العمل والشباب. قررت النقابات العمالية وغيرها من المنظمات الناشطة تكثيف عملية التعبئة والمبادرات خلال شهري يناير وأوائل فبراير من أجل الحفاظ على العمالة والخدمات العامة وتطويرها ضد انعدام الأمن. تستند هذه العملية إلى التعبئة المهنية المقررة بالفعل، مثل المكالمات الصحية في 21 يناير، والتعليم الوطني في 26 يناير، والطاقة في 28 يناير، والمخصصة أيضًا للدفاع وتطوير الخدمات العامة. من المقرر تنظيم مسيرة الاحتجاج الرئيسية لجميع الفئات الاجتماعية في 4 فبراير في باريس ومدن أخرى في جميع أنحاء فرنسا.

## الاحتجاجات
بدأت الاحتجاجات الأولى للنقابة يوم الثلاثاء 19 يناير في مرسيليا، حيث اجتمع ممثلون مسرحيون، معربين عن عدم رضاهم عن إغلاق المسرح الذي استمر لأشهر بمناسبة تفشي جائحة كوفيد 19. في 20 يناير 2021 تجمع طلاب من مختلف أنحاء فرنسا في باريس وعدة مدن أخرى تحت شعار: «الدفاع عن الظروف المعيشية والدراسات». في باريس وفي 21 يناير تظاهر مئات الأشخاص أمام وزارة الصحة ملوحين بملصقات: «كفاحنا.. صحتك»، «ارفعوا رواتبنا!»، «المال للمستشفى لا للعاصمة». وأشاروا إلى ظروف العمل السيئة «لجميع العاملين الاجتماعيين والطبيين والاجتماعيين والصحيين وعاملي الرسوم المتحركة». داخل سيغور عُرض على العاملين في المستشفيات ودور رعاية المسنين «زيادة في الراتب» بحد أدنى 183 يورو«، وألعاب طبية واجتماعية أمام البوفيه»، تم «نسياننا» بينما «لدينا شهادات متساوية».

### احتجاج 23 يناير
بدعوة من عدة مجموعات من «السترات الصفراء» وكجزء من التعبئة ضد قانون «الأمن العالمي» و«الانفصالية»، تم تحديد مسيرة موحدة من أجل الحرية يوم السبت 23 يناير 2021 في باريس. ومن المقرر عقد الاجتماع في الساعة 11 صباحا أمام مجلس الدولة والمغادرة الساعة 12 ظهرا. ستقام الاحتجاجات ابتداء من الساعة الثانية بعد الظهر في الجمعية الوطنية تحت عنوان يوم جديد للتعبئة في باريس. مجموعات من «السترات الصفراء» والمواطنين المنخرطين في تعبئة ضد قوانين «الأمن العالمي» و «الانفصالية» تطالب بمسيرة موحدة من أجل الحرية يوم السبت 23 يناير 2021.